# Ал Џардин
Алан Чарлс Ал Џардин (енгл. Alan Charles Al Jardine; Лима, 3. септембар 1942) је амерички музичар и један од оснивача америчке поп групе Бич бојз.
Џардинова породица се преселила из Охаја у Сан Франциско у Калифорнији а затим у Хоторн. У средњој школи упознао је Брајана Вилсона и свирао је бас-гитару на првом албуму Бич бојза за песму Surfin'. Убрзо га је заменио Дејвид Маркс. Вратио се у бенд 1963. године прво као замена за Вилсона а затим је постао равноправан члан када је Маркс касније исте године напустио бенд.
Џардин је био главни вокал у песмама Help Me, Rhonda, Vegetables, Then I Kissed Her, и Transcendental Meditation и један од вокала у песмама Break Away и I Know There's an Answer. Иако је био једини члан бенда који није истовремено био члан породице Вилсон његов глас је био сличан Брајановом па га је често мењао на концертима и у студију.
Написао је велики број песама за бенд међу њима и једну од најпозантијих California Saga: California Џардинова песма Lady Lynda била је један од највећих хитова бенда ван Сједињених Америчких Држава. Престао је да буде члан бенда за турнеје 1998. када је Карл Вилсон умро од рака плућа. Остао је члан Beach Boys corporation Brother Records. Крајем 2006. године придружио се бенду на турнеји одржаној поводом четрдесете годишњице.